# Pantherophis slowinskii
Pantherophis slowinskii — вид змій родини вужеві (Colubridae).

## Назва
Вид названий на честь американського герпетолога Джозефа Бруно Словінскі.

## Поширення
Вид є ендеміком США. Населяє обмежену територію у штаті Луїзіана та на сході Техасу.

## Опис
Тіло сягає 112 см завдовжки, хвіст — 19 см. Живиться дрібними ссавцями та птахами.